# 成都温江机场
成都温江黄田坝机场，现在一般称为黄田坝机场，位于成都市青羊区黄田坝街道，是成都飞机工业集团的试飞机场。有长2550米宽50米跑道一条，14米宽的滑行道一条，跑道出口3个。
温江机场建于1944年，是为配合马特霍恩作战兴建的备用机场，仅有草坪，抗战结束后荒废。1957年1月，国家建委正式批准在温江黄田坝机场建立432飞机修理厂（后更名132厂，对外称为国营峨眉机械厂），也就是后来的成都飞机工业集团。
在2008年汶川大地震中，该机场承担了空投救灾物资的运输机的起降工作。
在黄田坝机场首飞的机型包括歼7系列（J-7Ⅰ、J-7ⅡC、J-7Ⅲ、J-7E、J-7G）、枭龙战机、J-10、J-20和成都飛機工業集團設計的第六代戰鬥機等。

## 机场名称
1944年，机场修建时，当地属于四川省温江县管辖，故名温江机场。1956年，432飞机维修厂（成飞集团前身）、成都航空工业学校准备接管机场，为方便管理，遂将机场及附近的温江专区温江县苏坡乡、郫县互助乡一部分地区划归成都市。由于是军用机场，并未公布正式名称。温江专区1970年改为温江地区，最后于1983年解散，温江县并入成都市。机场所在地之后成为青羊区的一部分。因此，该机场虽然名称中有“温江”的地名，但实际位于成都市青羊区，而非温江区。
目前当地人一般使用黄田坝机场、132机场等称呼，而非成都温江机场。

## 历史
温江机场最初是一个小型辅助空军基地，用于保卫四川的小型战斗机. 温江机场相关史料摘录： 
"1941年8月11日，在日本海军铃木少佐指挥下，由20架零式战斗机和9架一式攻击机联合进行了次代号为“才”号作战的军事行动。5时许，敌驱逐机九架，侦察机一架，轰炸机七架，相继侵入蓉市上空，旋敌驱逐机分批向我双流，温江，太平寺，凤凰山等机场，低空扫射。 我第五大队E-15111(I-153)机四架，分由第二十九中队副队长谭卓励，分队长王崇士及烈士与队员陈康四人，各驾一机迎击。 在温江上空，与敌轻轰炸机七架遭遇。 谭副队长等正向敌机猛攻时，敌驱逐机赶到，遂又发生激战，我机合力击落敌机一架。 谭副队，王分队长亦均阵亡。 烈士驾P-7288号机，在激战中与陈队员亦失去联络。烈士于战斗后飞机操纵失灵，子弹亦用罄，便赶快离开了敌人的包围圈，回到新津机场上空，准备降落;不意该场没有飞机降落的信号，乃改向河滩上迫降，失事，遂以 身殉。 追赠上尉。 遗有父母。 其未婚妻杨全芳女士，闻烈士阵亡，痛不欲生，在烈士追悼会时，借口更衣入室，取手枪自戕。 本军念其贞烈，特准入葬空军烈士公墓。 附杨全芳女士殉情经过：杨女士获得黄烈士荣发阵亡的消息，开始沉入悲痛绝望之中;但为要瞧看黄烈士的灵柩，与零星的购到的安眠药积存起来一次服用，及分别写寄两家双亲与两方友好的遗书；她不得不压制着苦痛的心情，并极力避免黄烈士友好的注意，仍强作镇静。 16日，她到烈士队部，警见一张床上有一支左轮手枪。 她对烈士友好说：天气太热，要换一件衣服。 趁别人出门的机会，便拿起手枪，对准头部猛击一下，而香消玉殒。 她给黄烈士同学的遗书内，有下面几句话：“还有我至死的要求，是将来能埋在阿发的近处，不要分离太远”云云。"——隕落: 682位空军英烈的生死档案 - 抗战空军英烈档案大解密; 中国: 团结出版社, ISBN 978-7-5126-4433-5